# Colinton
Colinton är en ort i Storbritannien.   Den ligger i kommunen Edinburgh och riksdelen Skottland, i den centrala delen av landet, 500 km norr om huvudstaden London. Colinton ligger 112 meter över havet och antalet invånare är 7 637.
Terrängen runt Colinton är platt norrut, men söderut är den kuperad. Terrängen runt Colinton sluttar norrut.Runt Colinton är det tätbefolkat, med 286 invånare per kvadratkilometer. Närmaste större samhälle är Edinburgh, 6,2 km nordost om Colinton. Trakten runt Colinton består i huvudsak av gräsmarker.